# Likava
Likava je zřícenina hradu ležící na Slovensku v okrese Ružomberok asi 1 kilometr od obce Likavka.

## Historie

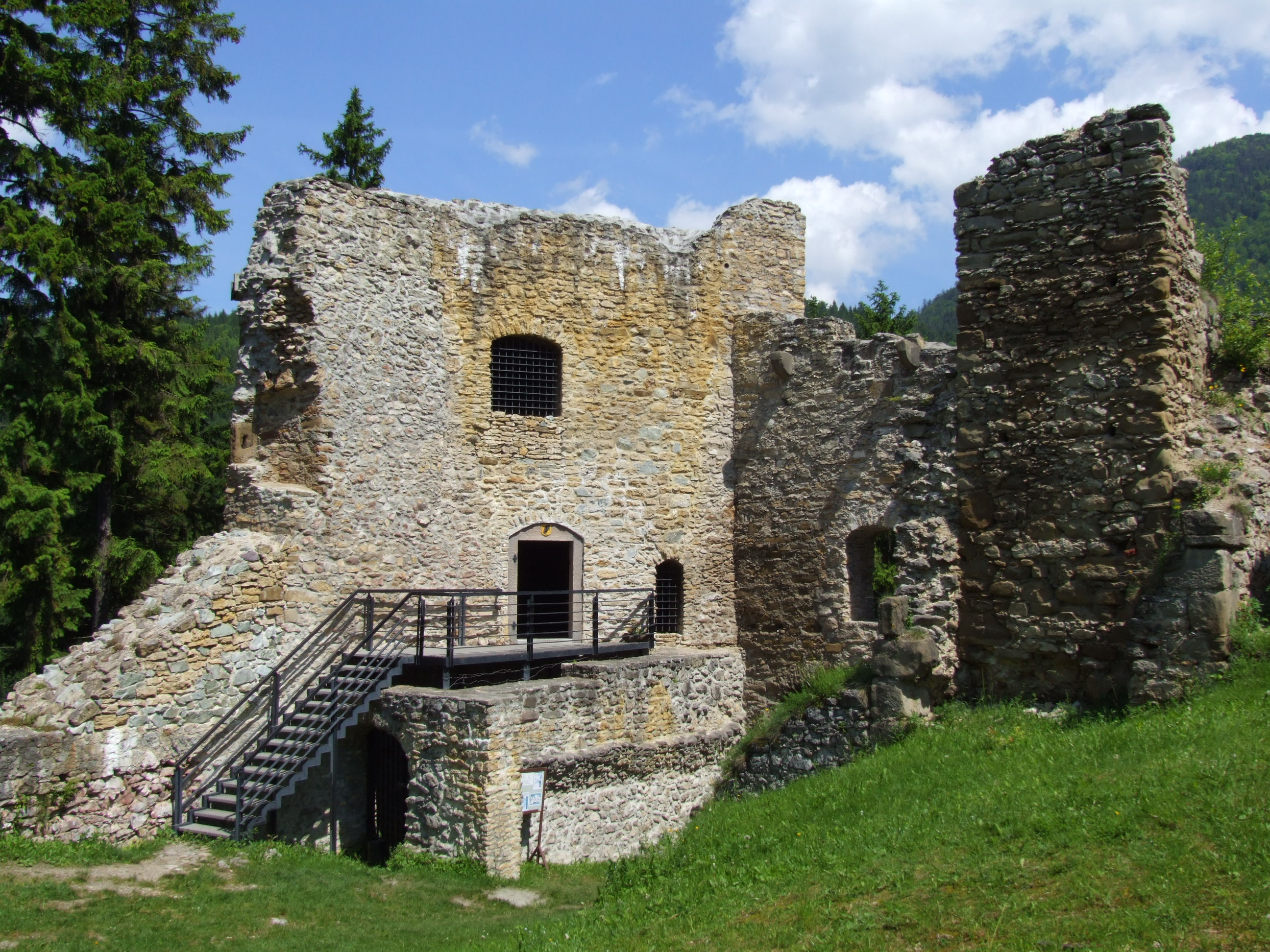
Hrad Likava

Hrad byl vystaven v letech 1335 až 1341. V roce 1431 se jej zmocnili husité, kteří jej ovládali až do bitvy u Lipan roku 1434. Následně připadl rodu Hunyadyů. Během patnáctého století doznal přestavby; po zániku Liptovského hradu se stal královským hradem. Byl zpustošen roku 1707 v bitvě mezi povstalci F. Rákocziho a císařskými vojsky.
Zřícenina je v letním období zpřístupněna veřejnosti. Přístupná je pouze zrekonstruovaná věž.